# Stephen Dürr

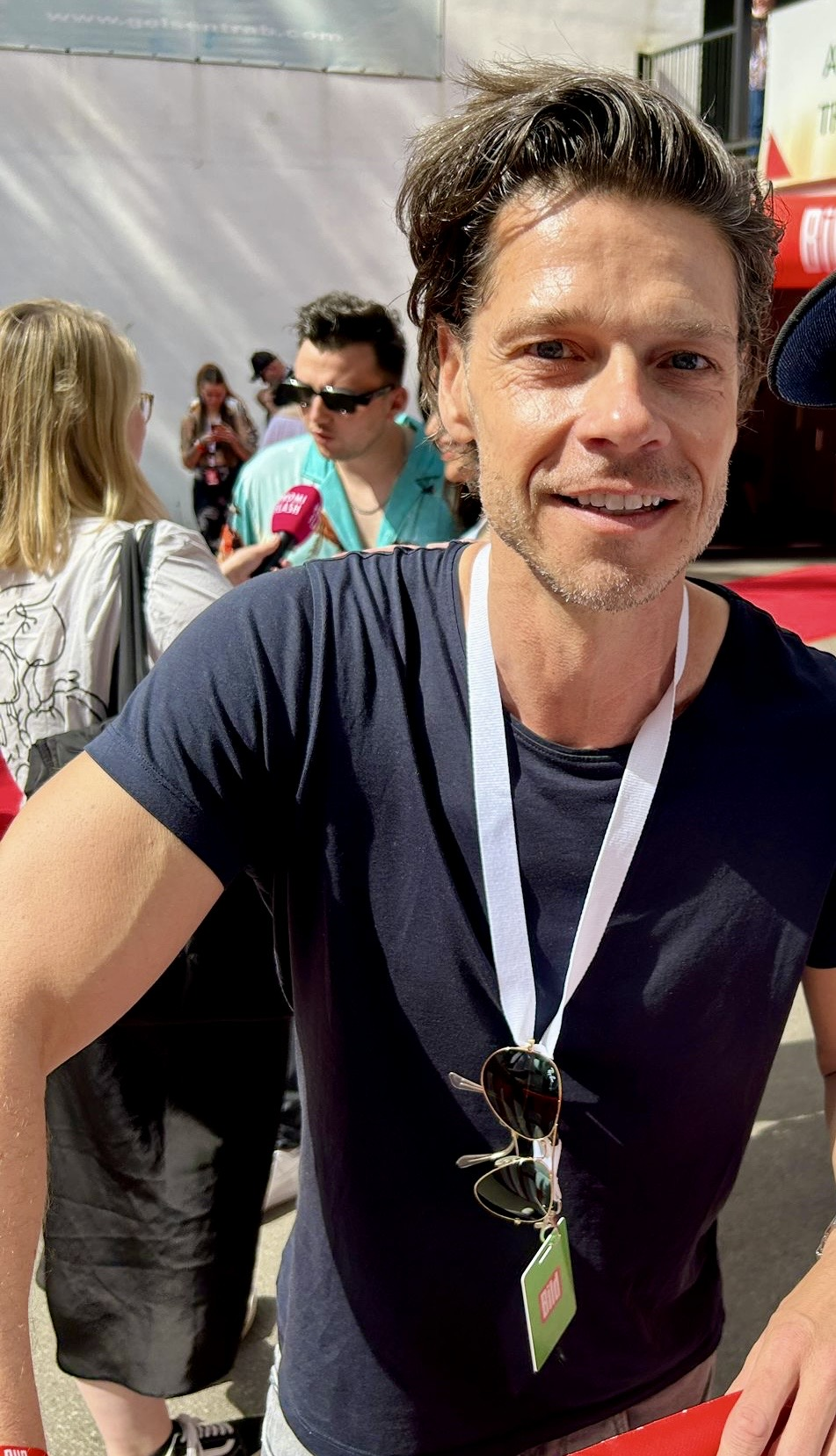
Stephen Dürr (2024)

Stephen Dürr (* 27. Juli 1974 in Hamburg) ist ein deutscher Schauspieler.

## Leben
Stephen Dürr besuchte von 1992 bis 1993 die Schauspielschule Stella Adler Academy of Acting in Los Angeles in den USA.
Am 28. November 1994 hatte er seinen ersten Auftritt in der Daily-Soap Unter uns bei RTL. Er verkörperte dort bis zum Jahr 1996 die Rolle des Till Weigel. Von 1998 bis 2005 war er in der ARD-Krankenhausserie In aller Freundschaft in der Rolle des Krankenpfleger Vladi Nemetz zu sehen. Im Jahr 2000 gehörte er auch kurzzeitig zum Darstellerensemble der Serie St. Angela. Er spielte im Jahr 2001 in der 13-teiligen ARD-Koproduktion Die Sonnenlanze mit. Von 2006 bis 2009 war er in der Daily-Soap Alles was zählt als Mike Hartwig zu sehen. Daneben übernahm er zahlreiche Episodenrollen in verschiedenen Serien.
Eine persönliche Lebenskrise und der Suizid eines Freundes thematisierte er in seinem Buch Zurück im Leben. Er gründete daraufhin das Projekt DKY – Don’t Kill Ya’self und hat einen Videoblog im Online-Angebot der Bild-Zeitung.
Auf der im Oktober 2005 erschienenen Dokumentation Papst Johannes Paul II. – Brücken für die Menschlichkeit ist Dürr als Erzähler zu hören.
Am 14. November 2012 erlitt er in der Berliner Schwimm- und Sprunghalle im Europasportpark bei den Vorbereitungen für die ProSieben-Show TV total Turmspringen einen Unfall. Dürr verlor beim Sprung vom 3-Meter-Brett die Kontrolle und prallte mit der Stirn so auf die Wasseroberfläche, dass sein Kopf in den Nacken gerissen wurde. Wegen Verdacht auf eine Rückenmarksverletzung wurde er anschließend drei Tage intensivmedizinisch behandelt. 2016 verklagte er die Kölner Produktionsfirma Brainpool beim Arbeitsgericht Köln auf Schmerzensgeld und Schadensersatz. Im September 2016 nahm er an der vierten Staffel von Promi Big Brother bei dem Privatsender Sat.1 teil. Dürr belegte dabei den elften Platz.
Stephen Dürr ist seit August 2009 mit Katharina Wedemann verheiratet. Beide wurden im August 2010 Eltern von Zwillingstöchtern. Er lebt mit seiner Familie in Hamburg.

## Filmografie
- 1994–1996: Unter uns (Fernsehserie, 500 Folgen)
- 1997: Alle zusammen – jeder für sich (Fernsehserie, 7 Folgen)
- 1997: Gute Zeiten, schlechte Zeiten (Fernsehserie, 13 Folgen)
- 1997: RTL Samstag Nacht (Folge 4x18)
- 1998: Kill You Twice
- 1998: SK-Babies (Fernsehserie, 1 Folge)
- 1998–2005: In aller Freundschaft (Fernsehserie, 201 Folgen)
- 1999: Gisbert (Fernsehserie, 1 Folge)
- 1999: Mallorca – Auf der Suche nach dem Paradies (Fernsehserie, 2 Folgen)
- 2000: St. Angela (Fernsehserie, 16 Folgen)
- 2000: Die Wache (Fernsehserie, 1 Folge)
- 2001: Die Sonnenlanze (TV-Miniserie)
- 2001: Schloss Einstein (Fernsehserie, 1 Folge)
- 2002: Alphateam – Die Lebensretter im OP (Fernsehserie, 1 Folge)
- 2003: Polizeiruf 110: Kopf in der Schlinge
- 2006: Küstenwache (Fernsehserie, 1 Folge)
- 2006–2009: Alles was zählt (Fernsehserie)
- 2007: Wilsberg: Unter Anklage (TV-Reihe)
- 2009: Großstadtrevier (Fernsehserie, 1 Folge)
- 2010: Familie Dr. Kleist (Fernsehserie, 1 Folge)
- 2011: Tatort: Nasse Sachen
- 2012: Inga Lindström: Die Sache mit der Liebe
- 2014: Der Banker (Kurzfilm)
- 2016: Promi Big Brother (Sat.1)
- 2016: Astro Royal
- 2022: Das Sommerhaus der Stars – Kampf der Promipaare (RTL)
- 2025: Kampf der Realitystars – Schiffbruch am Traumstrand (RTL II)

## Diskografie

### Singles
- 2024: Geile Leute
- 2024: Himmel
- 2024: Glücklich
- 2024: Das Moos von Toni Kroos – Buddy & Stephen Dürr
- 2024: Ist das Malle oder kann das weg
- 2025: Geile Nachbarin – Stephen Dürr & Frank Fussbroich